# Frans af Assisi
Frans af Assisi, (født 5. juli 1181, død 3. oktober 1226), er grundlæggeren af Franciskanerordenen. Hans helgendag er 4. oktober. Den tidligere pave, Frans, har taget navn efter ham.

## Barndom og ungdom
Frans af Assisi blev født i Assisi den 5. juli 1182 som søn af en velhavende klædehandler, Pietro di Bernardone. Moderen, Pica, fødte ham under en af faderens forretningsrejser og lod ham døbe Giovanni. Men hans far ændrede efter sin hjemkomst navnet til Francesco, som betyder "den lille franskmand", fordi hans mor sagdes at komme fra Provence. Hans far var ærgerrig på sønnens vegne og sørgede for, at han kom i skole. Han skulle lære noget for at lykkes som forretningsmand og overtage forretningen. Som 14-årig blev Frans optaget i købmandsgildet og kunne på sin fars vegne træffe forretningsafgørelser. Han var også som ung en af de førende i de unges muntre kreds.
Assisi hørte først til kejserens magtområde, men overgik i 1198 til pavens. I tomrummet mellem de to magthavere nedrev Assisis selvbevidste indbyggere borgen ovenover, som de betragtede som en trussel mod sig. Frans siges at have deltaget heri. Imidlertid var der sociale spændinger mellem majores, den gamle adelige og pavetro overklasse, og minores, den nye middelklasse, som Frans' familie tilhørte. I 1200 blev det direkte til borgerkrig mellem klasserne, og flere adelige familier flygtede til Perugia, bl.a. Scifi med sin lille datter, Clara, som senere blev en tilhænger af Frans og ordenstifter.
Denne splid resulterede i krig mellem Assisi og Perugia; Assisis hær blev slået af den større bys, og blandt krigsfangerne var Frans, der sad i fangenskab i et års tid, inden hans far fik løskøbt ham. Han kom svækket hjem efter det lange fængselsophold.

## Frans søger Gud
Frans ville hellere være ridder end købmand, og drog i 1205 mod Apulien for at tilslutte sig en af tidens krigsherrer. Men efter en drøm i Spoleto vendte han hastigt hjem. Han var på ny svækket og syg, men sygdommen forløste også en spirituel vækkelse – og under en pilgrimsfærd til Rom prøvede han at være tigger uden for Peterskirken.
Han begyndte at tage sig af syge, bl.a. overvandt han sin afsky for de spedalske og begyndte at pleje dem. Han begyndte at bede til Gud, og foran et byzantinsk krucifiks i den lille forfaldne kirke San Damiano hørte han den korsfæstede tale til sig og sige: "Gå hen og byg mit hus op, for det er ved at styrte sammen." Frans tog det meget bogstaveligt og begyndte en restaurering af den lille kirke. Da han for at skaffe midler hertil solgte nogle af forretningens varer (hvad han vel som sin fars fuldmægtig havde formel ret til), medførte det en alvorlig konflikt med faderen, som i 1205 anlagde retssag mod ham for biskoppen af Assisi. Det kom til et brud; Frans afførte sig alle sine rige klæder og gav dem til faderen og sagde, at nu ville han ikke mere kalde ham sin far, men hans far var "Vor fader, du som er i Himlene."
I de følgende år fortsatte han sit anderledes liv, iblandt som eremit ved Eremo delle Carceri. Han tog sig også af de spedalske og var med til at genopbygge forfaldne kirker. I 1208 fik han ved at høre dagens evangelium en kaldelse til at prædike bod og leve i fattigdom. Hans forkyndelse lagde særlig vægt på glæde, og på at penge og rigdom skiller et menneske både fra Gud og næsten. Først var han alene og blev hånet af skarerne på gaden i Assisi, men snart sluttede andre sig til ham.

## Ordensstiftelse
Det var ikke Frans' hensigt at stifte en ny munkeorden. Det skyldtes kun kirkens indgriben, idet man ville sikre, at Frans' bevægelse ikke kom i strid med kirken, sådan som valdesernes havde gjort, da den blev godkendt af paven. Det frie broderskab fra Assisi blev dermed en rigtig orden med de sædvanlige munkeløfter, dog med fattigdommen stærkere fremhævet end i de ældre regler. Brødrene måtte ikke modtage penge for udført arbejde eller erhverve nogen ejendom; derimod måtte de godt bede om almisse, ligesom Kristus havde gjort. Dermed var "de små brødre" - frates minores eller minoritterne - blevet til en tiggerorden, Franciskanerordenen, med en general som sin øverste leder. Brødrene måtte ikke prædike uden hans tilladelse. Dette regelrytteri brød Frans sig ikke om; men som lydig katolik bøjede han sig for kirkens krav og trak sig tilbage fra ledelsen. I sit testamente påmindede han brødrene om sin hjertesag, at holde fast ved "Kristi fattige livs efterfølgelse".
Frans var en dybt religiøs natur, der strømmede over af glæde over Gud og hans natur: "Det sømmer sig ikke for en Guds tjener at vise sig sørgmodig." Men dogmatisk stod han fuldt og helt på katolicismens grund med sin glødende begejstring for den strenge askese, han udøvede mod sin krop, "broder Æsel", som han mente, skulle have mange slag og kun lidt foder. I Danmark blev franciskanerne kaldt gråbrødrene efter de grå kutter, de gik med.

## Korstog
Frans fulgte med det femte korstog til Orienten og kom i 1219 til Damietta, hvor han blev frastødt af korsfarernes grusomheder. Han opsøgte helt usædvanligt korsfarerenes modstander, sultan Malik al-Kamil Nasir al-Din Muhammad (1180-1238), som var en brorsøn af Saladin. Til trods for stor modstand blandt sine egne, klarede Frans sammen med en anden franciskaner at krydse grænselinjen og komme ind i muslimernes lejr. Sultanen og hans mænd tænkte sig først, at Frans kom som udsending med budskab fra sin krigsherre. Men da det viste sig, at de to tiggermunke var kommet for at samtale om tro og religion, tænkte sultanen, at de nok ønskede at konvertere til islam. I stedet skal Frans have udfordret sultanens mænd til jernbyrd, at gå på glødende jern som bevis for kristendommens sandhed. Det sagde sultanen nej til, men han kaldte sine rådgivere og religiøse ledere ind til en dialog. De tilrådede at få munkene halshugget umiddelbart, og da sultanen ikke tog rådet til følge, forlod de hans telt. Han fortsatte så samtalen alene med munkene. Franciskanerne har ønsket at leve i forpligtende tjeneste for næsten, og et tegn på mødets betydning er måske det faktum, at franciskanerne, under skiftende muslimske herskere, er blevet siddende med et særligt ansvar for at ivaretage de kristne helligsteder i Palestina. Sultan al-Kamils fredstilbud til korsfarerne blev den gang afvist, og da de gik til angreb i juli 1221, gik de i hans fælde, hvorved en hær på 1.200 riddere og 4.000 bueskytter blev knust. Alligevel kom sultanen med nok et fredstilbud, og da den tysk-romerske kejser Fredrik 2. ankom til Palestina, enedes de i februar 1229 om, at korsfarerne skulle overtage Jerusalem, Betlehem og Nazaret, mens muslimerne beholdt Tempelhøjen i Jerusalem. Den aftale var mange muslimer stærkt uenige i, og det kom til åbne konflikter, også indad i sultanens familie.

## Frans' sidste år og død
Frans' seneste år var præget af megen sygdom. Hans krop var medtaget af det asketiske liv.
Han fik i 1224 på bjerget La Verna Kristi sårmærker på hænder og fødder og side.
I 1225 opholdt han sig syg i en hytte udenfor San Damiano, hvor han blev plejet af Clara og søstrene. Her skrev han sin lovsang til Gud for al skabningen, Solsangen, som den kaldes på dansk (findes i gendigtning ved Johannes Johansen i Den Danske Salmebog).
Han døde d. 3. oktober 1226, efter eget ønske afklædt, liggende på jorden, så han kunne forlade dette liv lige så nøgen, som han var kommet ind i det.
Allerede to år senere blev han helgenkåret, d. 16. juli 1228. Og allerede i 1230 var den store Basilica di San Francesco så færdigbygget, at hans jordiske rester kunne overføres dertil.

## Middelalderlige kilder vedrørende Frans
- Frans af Assisis skrifter – dansk udgave 1999 ISBN 87-7457-243-1
- Thomas af Celano Vita Prima – skrevet ca. 4 år efter Frans' død
- Tre-brødre-legenden af nogle af Frans' første brødre Leone, Angelo og Rufino, 1246
- Thomas af Celano Vita Secunda – bygger på foregående ufuldendte værk
- Bonaventura Legenda Maior 1263 – Frans af Assisis liv – dansk udgave 2002 ISBN 87-7457-295-4
- Fioretti Små buketter fra Frans af Assisis blomsterhave – 14. årh. – dansk udgave 2005 ISBN 87-91191-15-7

## Andre henvisninger
- Frans af Assisis liv i Giottos billeder
- Blandt de mange, som har skildret Frans' liv er den danske forfatter Johannes Jørgensen.
- I Danmark findes foreningen Assisi-Kredsen for mennesker, som er optaget af Frans.